# Broken (film britannique, 2006)
Pour les articles homonymes, voir Broken.

Broken est un film britannique réalisé par Simon Boyes et Adam Mason, sorti en 2006.

## Synopsis
Hope, mère célibataire, est enlevée par un homme et transportée dans une forêt isolée. Elle va peu à peu devenir l'esclave de l'agresseur, tout en essayant d'en apprendre plus sur la disparition de sa fille...

## Fiche technique
- Titre : Broken
- Réalisation : Simon Boyes et Adam Mason
- Scénario : Simon Boyes et Adam Mason
- Production : Nadja Brand, Eric M. Breiman, Patrick Ewald, Adam Mason et Nadya Mason
- Société de production : Brand Mason Ltd.
- Budget : 500 000 livres sterling (669 000 euros)
- Musique : Emma Holand, Gavin Miller et Mortiis
- Photographie : Erik Wilson
- Montage : Simon Boyes et Adam Mason
- Décors : Neil Jenkins
- Pays d'origine : Royaume-Uni
- Format : Couleurs - 1,85:1 - Dolby Digital - 35 mm
- Genre : Horreur, thriller
- Durée : 110 minutes
- Dates de sortie : 22 avril 2006 (festival Dead by Dawn), 13 avril 2007 (Royaume-Uni)

## Distribution
- Abbey Stirling : Holly
- Nadja Brand : Hope
- Eric Colvin : The Man
- Chesse Daves : Chesse
- Olivia Hill : Lindsay
- Atesh Salih : Patrick Bateman
- Rachel Townend : Louise
- Megan Van Kerro : Jennifer

## Autour du film
- Le tournage s'est déroulé à Cambridge.

## Distinctions
- Prix des meilleurs maquillages, lors du Festival du film fantastique d'Austin en 2006.